# Monomorium annamense
Monomorium annamense är en myrart som beskrevs av Horace Donisthorpe 1941. Monomorium annamense ingår i släktet Monomorium och familjen myror. Inga underarter finns listade i Catalogue of Life.